# پلاک وسایل نقلیه استان سیستان و بلوچستان
کدهای استان سیستان و بلوچستان ۸۵ و ۹۵ می‌باشد. در خودروهای عمومی، تاکسی‌ها و خودروهای دولتی حرف پلاک همیشه یکسان است. اما در خودروهای شخصی این حرف بستگی به شهری دارد که پلاک خودرو در آن ثبت است.

## ۸۵ مرکز استان (زاهدان، میرجاوه)
| ۸۵ | ۳۴۵ ۱۲ |

| حرف | شهرستان             | وضعیت شماره‌گذاری                                    |
| --- | ------------------- | --------------------------------------------------- |
| الف | دولتی               | سرشماره ۲۱ در حال واگذاری                           |
| ب   | زاهدان، میرجاوه (۱) | پایان شماره‌گذاری                                    |
| ت   | تاکسی‌               | سرشماره ۴۱ در حال واگذاری                           |
| ج   | زاهدان، میرجاوه (۲) | پایان شماره‌گذاری                                    |
| د   | زاهدان، میرجاوه (۳) | پایان شماره‌گذاری                                    |
| ژ   | جانبازان معلولین    | سرشماره ۱۱ در حال واگذاری سرشماره ۵۱ در حال واگذاری |
| س   | زاهدان، میرجاوه (۴) | پایان شماره‌گذاری                                    |
| ص   | زاهدان، میرجاوه (۵) | پایان شماره‌گذاری                                    |
| ط   | زاهدان، میرجاوه (۶) | پایان شماره گذاری                                   |
| ع   | عمومی (۱)           | پایان شماره‌گذاری                                    |
| ق   | زاهدان، میرجاوه (۷) | پایان شماره گذاری                                   |
| ک   | کشاورزی             | سرشماره ۵۳ در حال واگذاری                           |
| ل   | زاهدان، میرجاوه (۸) | سرشماره ۲۳ در حال واگذاری                           |
| م   | ذخیره               |                                                     |
| ن   | ذخیره               |                                                     |
| و   | ذخیره               |                                                     |
| ه‍   | ذخیره               |                                                     |
| ی   | ذخیره               |                                                     |

## ۹۵ استان سیستان و بلوچستان
| ۹۵ | ۳۴۵ ۱۲ |

| حرف | شهرستان                               | وضعیت شماره‌گذاری          |
| --- | ------------------------------------- | ------------------------- |
| ب   | زابل، نیمروز، هامون، هیرمند، زهک (۱)  | پایان شماره‌گذاری          |
| ج   | ایرانشهر، دلگان، بمپور (۱)            | پایان شماره‌گذاری          |
| د   | خاش، تفتان                            | پایان شماره‌گذاری          |
| س   | سراوان، مهرستان، سیب و سوران،گلشن (۱) | پایان شماره‌گذاری          |
| ص   | نیک‌شهر، فنوج، قصرقند،لاشار            | سرشماره ۹۳ در حال واگذاری |
| ط   | سرباز، راسک                           | سرشماره ۴۸ در حال واگذاری |
| ع   | عمومی (۲)                             | سرشماره ۴۷ در حال واگذاری |
| ق   | چابهار، کُنارک، دشتیاری،زرآباد (١)     | پایان شماره‌گذاری          |
| ل   | زابل، نیمروز، هامون، هیرمند، زهک (۲)  | پایان شماره‌گذاری          |
| م   | ایرانشهر، دلگان، بمپور (۲)            | پایان شماره‌گذاری          |
| ن   | سراوان، مهرستان، سیب و سوران،گلشن (۲) | سرشماره ۹۹ در حال واگذاری |
| و   | زابل، نیمروز، هامون، هیرمند، زهک (۳)  | سرشماره ۸۴ در حال واگذاری |
| ه‍   | ذخیره                                 |                           |
| ی   | ایرانشهر، دلگان، بمپور (۳)            | ذخیره                     |

پلاک موتور: ۸۱۹، ۸۲۱، ۸۲۲، ۸۲۳، ۸۲۴